# Tuyên Quang
Tuyên Quang est une ville du nord du Viêt Nam, capitale de la province de Tuyên Quang. Elle est célèbre pour les francophones grâce au siège de Tuyên Quang, survenu durant la guerre franco-chinoise, au cours duquel un corps de la légion étrangère commandé par Marc-Edmond Dominé fut assiégé par les Pavillons noirs du 23 novembre 1884 au 28 février 1885.
En 1907, fut inaugurée une mine de zinc, la Société des mines de Tràng Da, cofinancée par la Maison Denis frères depuis Saïgon.

## Personnalités liées à la commune
- Julien Chotard (1853-1897) né à Bouvron en Loire-Inférieure (aujourd'hui Loire-Atlantique) en France), séminariste aux Missions étrangères de Paris en 1888, Ordonné prêtre en 1892, il part pour Hong-Kong en 1892. Nommé aumônier militaire à Tuyen-Quang en 1895, il construit l'église et en devient le premier curé. Miné par la dysenterie il y décède le 3 novembre 1897.
- Adrienne Horvath, femme politique française, née en 1925 à Tuyen Quang